# Martuk
Martuk eller Märtök (ryska: Мартук, kazakiska: Мәртөк) är en ort i Kazakstan.   Den ligger i oblystet Aqtöbe, i den västra delen av landet, 1 000 km väster om huvudstaden Astana. Martuk ligger 176 meter över havet och antalet invånare är 7 756.
Terrängen runt Martuk är platt. Runt Martuk är det mycket glesbefolkat, med 6 invånare per kvadratkilometer. Det finns inga andra samhällen i närheten. Trakten runt Martuk består i huvudsak av gräsmarker.